# Турнеја Британских и Ирских Лавова по Јужној Африци 1903.
Турнеја Британских и Ирских Лавова по Јужној Африци 1903. (службени назив:1903 British Lions tour to South Africa) је била турнеја острвског рагби дрим тима по Јужној Африци 1903. Најбољи рагбисти Ирске и Велике Британије су на овој турнеји одиграли укупно 22 утакмице. Спрингбокси су победили у серији. За Лавове је на овој турнеји играо Сер Луис Грег, ултрадесничар и лични пријатељ Џорџа Шестог.

## Тим
Стручни штаб
- Менаџер Џони Хемонд, Енглеска

Играчи
'Скрам'
- Марк Морисон, капитен, Шкотска
- Дејвид Силврајт, Шкотска
- Вилијам Скот, Шкотска
- Вилијам Кејв, Енглеска
- Хосак, Шкотска
- Робертсон Смит, Ирска
- Алфред Тедфорд, Ирска
- Џосеф Валас, Ирска
- Џејмс Валас, Ирска
- Френк Стаут, Енглеска
- Томас Гибсон, Енглеска

'Бекови'
- Едвард Харисон, Енглеска
- Алфред Хинд, Енглеска
- Ијан Дејвидсон, Северна Ирска
- Џилберт Колет, Енглеска
- Реџ Кримшир, Енглеска
- Едвард Вокер, Енглеска
- Луис Грег, Шкотска
- Џон Џилеспи, Шкотска
- Роберт Нил, Шкотска
- Патрик Ханкок, Енглеска

## Утакмице
| Утак. | Тим                              | Резултат | Тим    |
| ----- | -------------------------------- | -------- | ------ |
| 1.    | Сеоска екипа Западне Провинције  | 13:7     | Лавови |
| 2.    | Градска екипа Западне Провинције | 12:3     | Лавови |
| 3.    | Западна Провинција               | 8:4      | Лавови |
| 4.    | Порт Елизабет                    | 0:13     | Лавови |
| 5.    | Источна Провинција               | 0:12     | Лавови |
| 6.    | Гремстаун                        | 7:28     | Лавови |
| 7.    | Кинг Вилијамс таун               | 3:37     | Лавови |
| 8.    | Источни Лондон                   | 5:7      | Лавови |
| 9.    | Западни Гриквленд                | 11:0     | Лавови |
| 10.   | Западни Гриквленд                | 8:6      | Лавови |
| 11.   | Трансвал                         | 12:3     | Лавови |
| 12.   | Преторија                        | 3:15     | Лавови |
| 13.   | Пјетермаризбург                  | 0:15     | Лавови |
| 14.   | Дурбан                           | 0:22     | Лавови |
| 15.   | Витваресванд                     | 0:12     | Лавови |
| 16.   | Трансвал                         | 14:4     | Лавови |
| 17.   | Спрингбокси                      | 10:10    | Лавови |
| 18.   | Оранџ Ривер                      | 16:17    | Лавови |
| 19.   | Западни Гривленд                 | 5:11     | Лавови |
| 20.   | Спрингбокси                      | 0:0      | Лавови |
| 21.   | Западна Провинција               | 3:3      | Лавови |
| 22.   | Спрингбокси                      | 8:0      | Лавови |

### Генерални учинак
| Одиграно утакмица | Победа Лавова | Нерешено | Пораз Лавова |
| ----------------- | ------------- | -------- | ------------ |
| 22                | 11            | 3        | 8            |

| Победник турнеје 1903. |
| ---------------------- |
| Спринбокси (1-2-0)     |

## Статистика
Највећа посета
6 000 гледалаца, трећи тест меч
Највише поена против Јужне Африке
Џон Џилеспи 4 поена